# Пили (Кјети)
Пили (итал. Pili) је насеље у Италији у округу Кјети, региону Абруцо.
Према процени из 2011. у насељу је живело 70 становника. Насеље се налази на надморској висини од 256 м.